# Euphorbia densifolia
Euphorbia densifolia là một loài thực vật có hoa trong họ Đại kích. Loài này được K.Koch mô tả khoa học đầu tiên năm 1849.